# Козешть
Козешть (рум. Cozești) — село у Синжерейському районі Молдови. Входить до складу комуни, адміністративним центром якої є село Грігореука.

## Населення
За даними перепису населення 2004 року у селі проживали 652 особи.
Національний склад населення села:
| Національність   | Кількість осіб | Відсоток   |
| ---------------- | -------------- | ---------- |
| молдавани румуни | 640 3          | 98,2% 0,5% |
| українці         | 5              | 0,8%       |
| росіяни          | 4              | 0,6%       |
| Всього           | 652            | 100%       |